# 美國入侵格林納達
入侵格瑞那達（英语：Invasion of Grenada；1983年10月25日－10月27日）是美國对格林纳达的軍事入侵行動，作戰代號為緊急狂暴行動（Operation Urgent Fury），这是美国自越南战争以来规模最大的军事行动。
格瑞那達是一個位於委內瑞拉北部160公里、人口十一萬的加勒比海島國，曾是英国殖民地，於1974年正式独立。但该国首任总理埃里克·盖里开展独裁统治于1979年被莫里斯·毕晓普领导的社會主義傾向团体新寶石黨发动革命推翻，毕晓普就任该国总理后开展大规模改革，因此得到格林纳达各階層人民的廣泛支持，但新寶石黨在建國後不久就因美国军事施压下出现內部权力分化等問題。
1983年，新政權內部斗争达到白熱化，以莫里斯·毕晓普为首的政府被軍方策動政變推翻，毕晓普先是被废黜和软禁，不久被支持的民众解救出来，但不久又被军方抓捕连同其内阁一起被处決。美國以軍政府獨裁發動血腥政變、保護僑民和應東加勒比國家組織請求干預為由動員七千余名士兵，聯合牙買加、多米尼克、巴貝多等7個加勒比海地區安全體系（RSS）盟國（約300人）于1983年10月25日登陸入侵。联军迅速擊敗哈德遜·奧斯汀麾下的格瑞那達軍并推翻其軍政府。戰後，格瑞那達的軍隊被永久解散，防務由地區安全體系負責，并重新加入英聯邦。
由於冷戰下的對立局勢使該軍事行動充滿爭議，1983年11月2日，联合国大会以108票贊成、9票反對，通过决议，谴责美国入侵格林纳达，并要求美国立刻自該國撤军。蘇聯、東德、古巴和朝鲜均對此譴責，並在聯合国大會上稱美國公然違反國際法。但也有报道称这次入侵阻止了当地軍方推翻深得民心的政府，因而得到格瑞那達各階層人民的廣泛支持。此后，10月25日被定為格瑞那達國定假日，被稱為「感恩節」，以紀念這一事件。此外，在2009年5月29日，格瑞那達政府將薩利內斯國際機場以被殺害的前領導人莫里斯·毕晓普命名。

## 背景

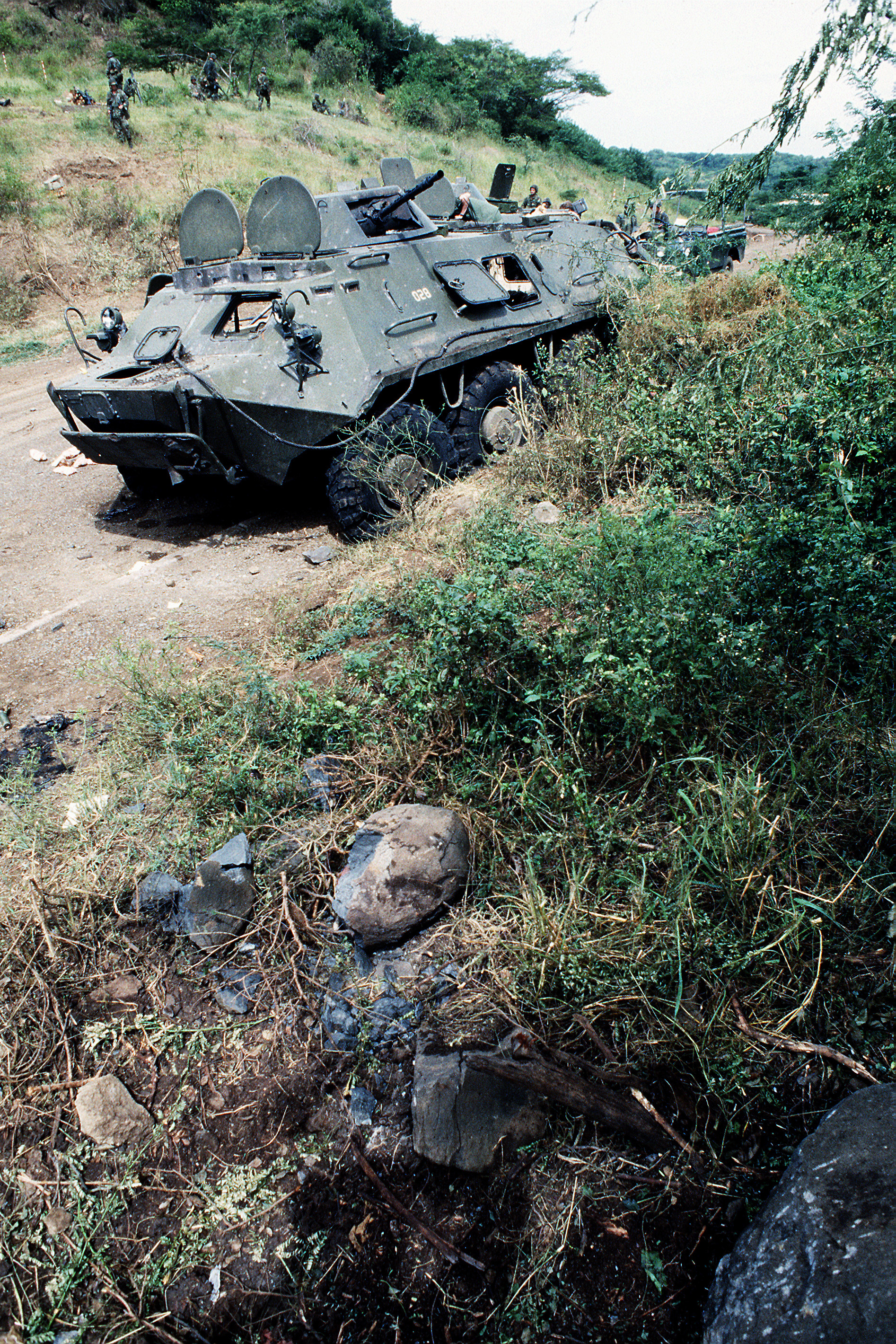
1983年10月1日，一輛被美軍擄獲的BTR-60PB裝甲運兵車。

埃里克·蓋里于1974年领导格瑞那達從英國的統治下獨立。他在職期間恰好是格瑞那達發生內亂的時候。政治環境高度緊張，儘管埃里克·蓋里领导的格林纳达联合工党宣稱在1976年大選勝選，然而反對黨並不承认選舉結果是合法的。內亂发生在政府支持者与新宝石运动之间。在70年代末，NJM開始計劃推翻政府，其黨員開始在格瑞那達以外的地方接受軍事訓練。
在1979年3月13日在埃里克·蓋里访问纽约之际，莫里斯·毕晓普領導下的NJM發動军事政变，推翻了埃里克·蓋里政府，並建立了人民革命政府。新政府宣称走“社会主义道路”，中止憲法，扣押政治犯，新寶石運動党为执政党，毕晓普成為了格瑞那達總理，一直擔任到1983年。其他政黨的活動都被禁止，亦不再舉辦選舉。在國際上，人民革命政府日益亲近古巴和其他共產主義政权，但仍保留君主立宪制。
1983年10月13日，激进派领导人、副總理伯納德·科尔德非法奪取政權。因总督保羅·斯庫恩透過秘密渠道請求美國和加勒比海國家出兵干預，毕晓普和斯庫恩被軟禁。大規模抗議行動使得毕晓普一度成功逃離拘留所和重新建立他的勢力。但是毕晓普最終被抓獲並被殺，一些忠於毕晓普的政府官員被殺害。哈德森·奥斯丁领导的政府军随后接管，成立“革命軍事委員會”來接管科爾德政权，並進駐總督府。軍隊並宣布了一項為期4天的宵禁，任何外出的人都會受到處決。 
美國入侵後，古巴向媒體發布了一系列的官方文件，根據這些文件，10月20日，莫里斯·毕晓普被謀殺的消息被報導後，古巴深感憤怒，並向被殺的毕晓普深切致意。
東加勒比國家組織向美國呼籲說格瑞那達的情況已經影響到加勒比海地區。督促美國政府採取軍事行動。美國政府以為了使一個靠近美國邊界且政治動盪的國家獲得安定，以及保护在格瑞那達聖喬治大學进修的美国醫科學生，將以上述理由展開對格瑞那達的軍事行動。 
在1983年10月22日，菲德爾·卡斯特罗發出了訊息，命令在格瑞那達的古巴工人，如果美國入侵，不應採取任何行動，除非他們受到美軍直接襲擊。如果美軍為了撤離本國公民而在靠近聖喬治大學的跑道或周邊著陸，古巴人不應干預。
在10月26日，華盛頓郵報報導，在午夜召开的约100個外國記者與當地記者参加的新聞發布會上，卡斯特罗发表了讲话，证实了美国入侵格瑞那達的基本事實。同時来自美國的消息也證實美军在10月23日傍晚到深夜的時間出发，10月24日空降登陆。之後，波士頓環球報也報導了此消息。
里根政府發言人拉里斯皮克斯說：美國无法相信古巴和格瑞那達所謂在格瑞那達的美國公民將是安全的保證。因為雙方可能會互相推卸責任，以致於美國公民受到傷害時我們無法找到誰該負責

## 機場

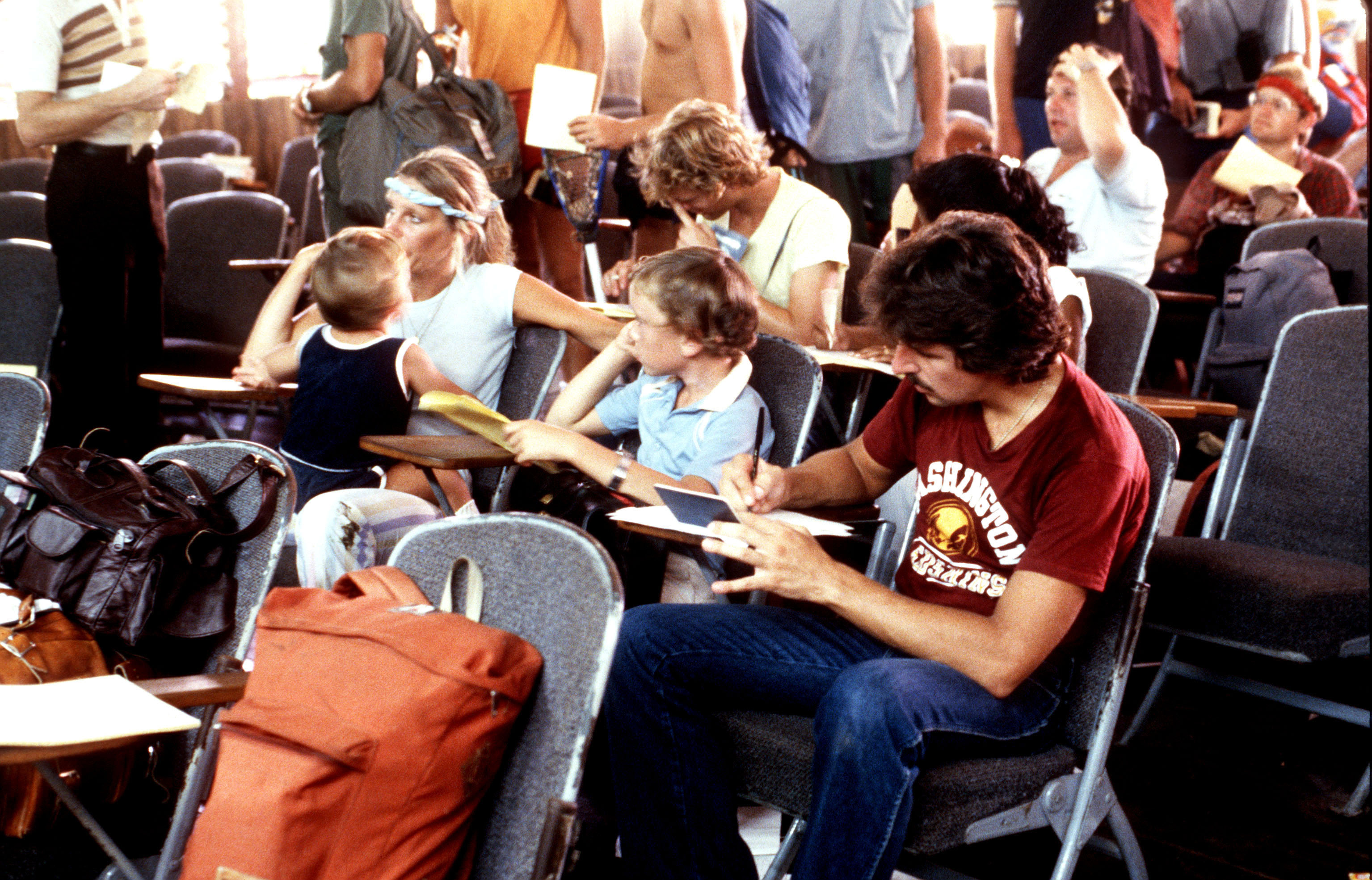
等待離開格瑞那達島的美國學生。

在英國、古巴、利比亞、阿爾及利亞和以及其他國家的幫助下，莫里斯·毕晓普政府開始興建薩利內斯國際機場。該機場的興建計劃由英國政府在1954年首次提出，當時格瑞那達還是英國的殖民地。機場設計師是一名加拿大人，运营商為英國政府，以及一間倫敦的公司。美國政府指責格瑞那達興建機場是要幫助蘇聯和古巴在加勒比地区的军事部署，並協助蘇聯和古巴向中美洲叛乱集团運送武器。毕晓普政府声称，该机场的建造是为了容纳载有游客的商用飞机，并指出此类喷气式飞机无法降落在该岛北端 5,200 英尺（1,600 米）跑道的珍珠机场，而且珍珠机场无法扩建，因为它的跑道一端靠山，另一端靠海。
1982年，當時美國眾議院的羅恩·德勒姆斯受格林纳达总理邀请，组成调查团，前往调查事實真相。德勒姆斯公布了他在格瑞那達的調查結果：
|  | 根據我個人對格瑞那達興建中的新國際機場的觀察、討論和分析，我的結論是這個興建計劃是專門以經濟發展為目的的，并不是被用於軍事用途……美國政府指責對這一機場对美國的國家安全構成軍事威脅，我認為這是荒謬的，傲慢和毫無根據的。 |

1983年3月，美國總統雷根開始發出警告，称蘇聯和古巴軍事化的薩利內斯國際機場是對美國和加勒比地區的威脅。他說，9000英尺（2700米）的跑道和儲油罐是商業飛行裡不需要的，而且有證據指出，薩利內斯國際機場将成為古巴和蘇聯空軍基地。

## 入侵

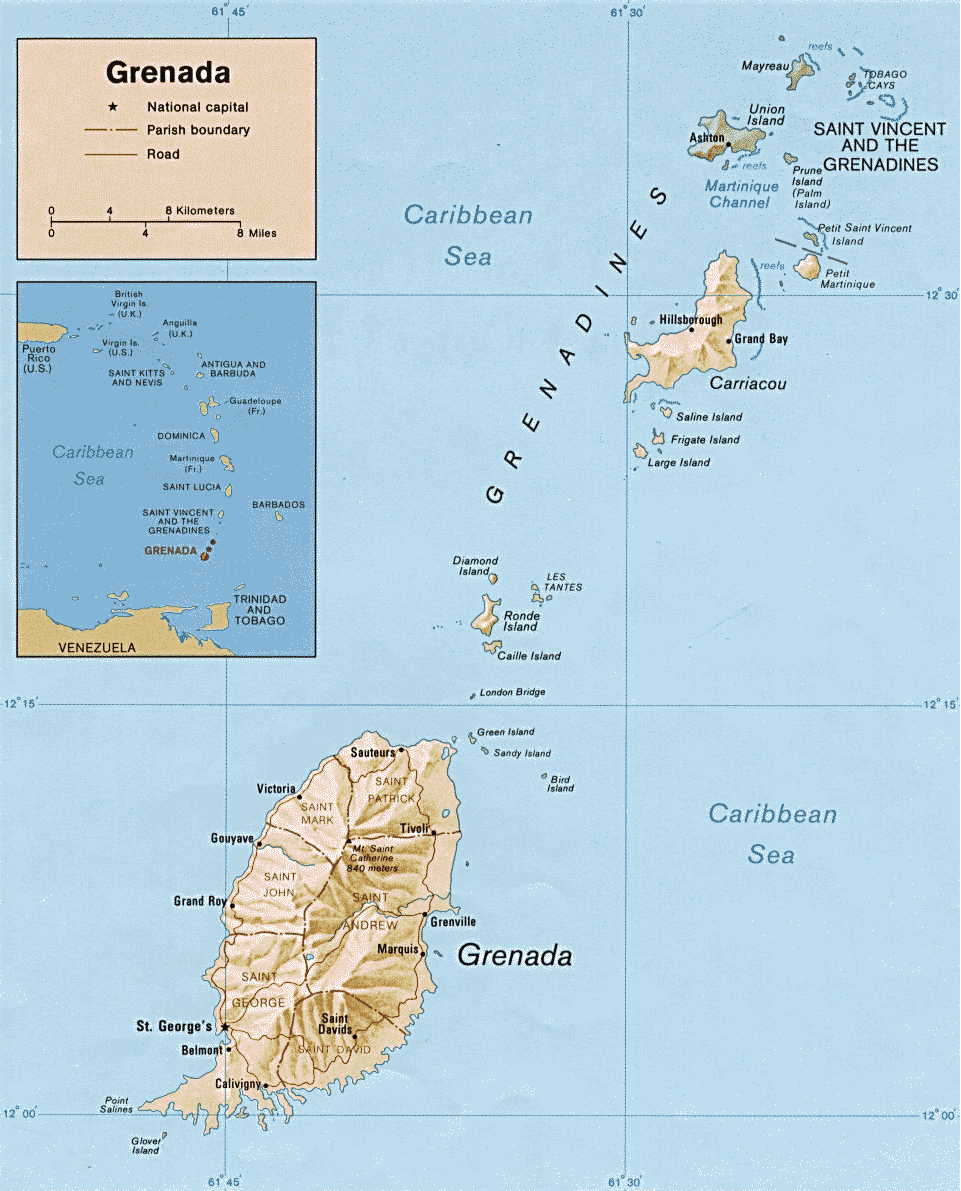
格瑞那達在地圖下方，其位置在加勒比海

入侵行動於1983年10月25日05:00開始，是美軍自從越南戰爭以後所進行的第一個重大行動。為了此次行動，美軍投入多個陸軍單位和特種作戰單位組成聯合特遣部隊120。行動的總司令是美國海軍第二艦隊司令約瑟夫·麥特卡夫中將。戰鬥持續了數天，7,000名美軍以及300名的東加勒比國防軍達成了目標。聯軍在行動中遭遇到約1,500名格瑞那達士兵和大約700名古巴人（大多數是建築工人）。另有一說這些古巴工人其實是古巴特種部隊與作戰工兵。蘇聯、北韩、東德、保加利亞和利比亞也派出了60個軍事顧問。
美國官方消息指出，部分防守聯軍準備充分，部署在有利位置並頑強抵抗，以至於美軍必須在10月26日傍晚增援兩個戰鬥營投入作戰。聯軍部隊的海空優勢，包括攻擊直升機和海軍艦炮的支援，對擊潰敵人有重大作用。
美軍投入近8,000名陸軍士兵、海軍士兵、空軍飛行員和海軍陸戰隊員參加緊急狂暴行動，東加勒比國防軍也投入353名士兵。美軍有19名士官兵陣亡、116名受傷；古巴部隊則有25人陣亡、59人受傷、638人被俘。格瑞那達部隊共有45人陣亡、358人受傷，另外至少有24名平民在戰鬥中被波及而喪生。

## 美國國內的反應

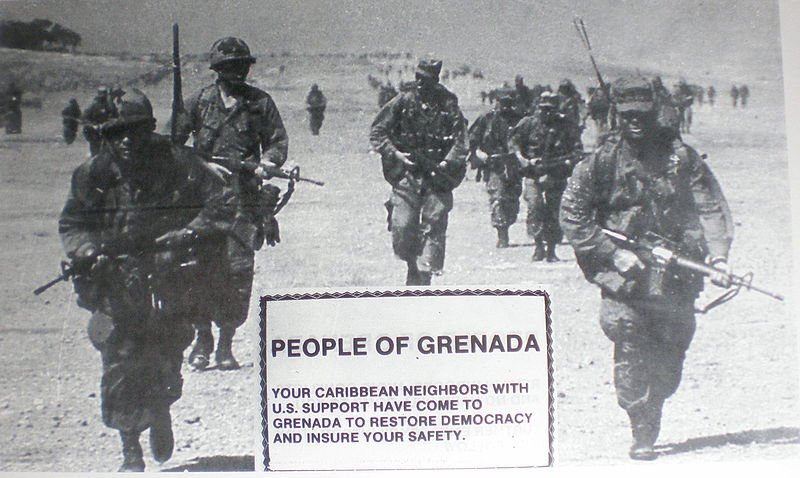
聯軍入侵格瑞那達时使用的海报

入侵一個月後，時代雜誌形容它獲得“廣泛的民眾支持”。一個國會研究小組得出結論，認為入侵格瑞那達是正当的，因為研究小組的大多數成員認為，在一個爭奪中的機場附近的一所大學中的美國學生有可能像四年前的美國駐伊朗外交人員一般被劫持為人質。該小組的報告使得眾議院議長蒂普·奧尼爾改變他在這個問題上的立場，從反對轉而支持。
不過，研究小組的一些成員對調查結果存在異議。眾議員路易斯·斯托克斯說：“入侵前沒有一個美國的孩子或者美國公民處於危險中或者被劫持為人質。”國會黑人核心小組譴責格瑞那達入侵，而7名民主黨的國會議員在特德·韋斯領導下發動了一次針對雷根的彈劾決議，但是沒有成功。
在1983年10月25日晚間的新聞節目夜線中，主持人泰德·科佩爾通過電話連線了格瑞納達的醫科學生，這些學生聲明他們很安全，並沒有感到身處危險之中。而在第二天晚上，依然通過電話連線的方式，醫科學生們告訴科佩爾他們非常感謝這次入侵行動，也非常感謝陸軍遊騎兵們，因為他們很有可能因此免於一死。國防部官方正式向這些醫科學生保證，他們可以在美國的醫科學校完成他們的學業。

## 國際社會的反對和批評

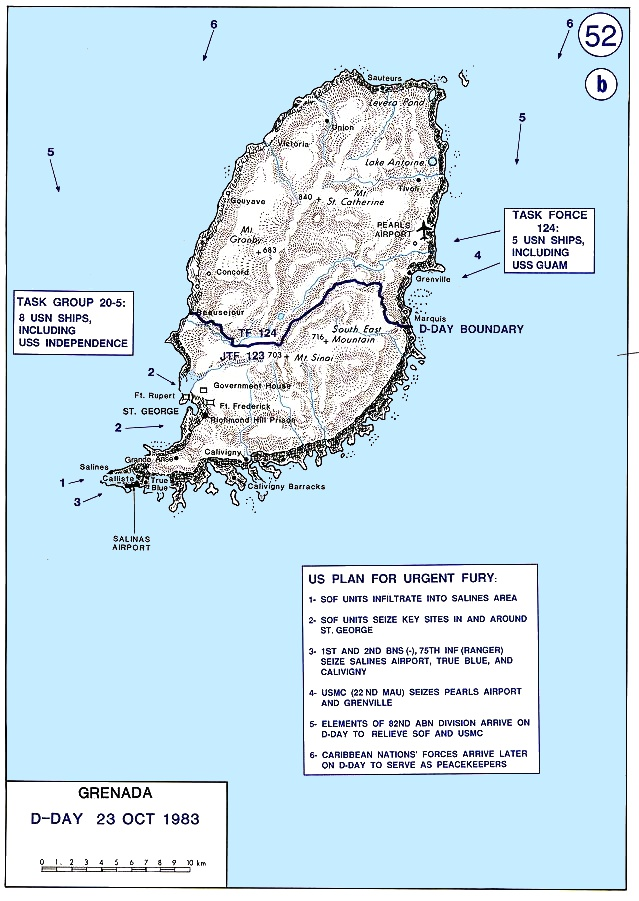
入侵計劃的地圖。

在108票贊成、9票反對（牙買加、巴貝多、多米尼克、薩爾瓦多、安提瓜和巴布達、聖露西亞、聖文森及格瑞那丁、美国、以色列等國投反對票）、27票棄權的情況下，聯合國大會通過了38/7號決議，決議中表示大會「對於在格瑞那達的武裝干涉深表痛惜，這公然違反國際法並破壞了國家的獨立、主權和領土完整。」中國政府稱，美國的干預是完全的霸權主義行為。蘇聯政府認為，格瑞那達一直以來都反對美國威脅，入侵違反了國際法。而如果此次侵略順暢無阻的話，不受美國喜歡的小國將會倍感不安。一些國家的政府表示美國的干預是回到野蠻時代的行為，其他國家的政府聲稱美國的侵略違反了若干條約和公約。
一項類似的決議在聯合國安理會得到討論，儘管得到廣泛的支持，但最終還是被美國否决。
格瑞那達是英聯邦的一部分，美國和東加勒比國防軍入侵後，其他英聯邦成員。英國、加拿大、千里達與托巴哥等，強烈反對入侵。英國首相柴契爾夫人個人反對美國入侵格林納達，外交大臣杰弗里·豪在入侵的前一天向英國下議院表示他不知悉美國可能的干預。美國總統雷根向柴契爾夫人保證沒有考慮發動入侵。雷根後來說：她很強硬，繼續堅持要求我們取消對格瑞那達的登陸。我不能告訴她其實行動已經開始。而作為不干涉政治的英聯邦虛位元首，女王伊莉莎白二世於法理上的角色顯得矛盾。此事被戲稱是「女王自己的政府（如加拿大），反對效忠自己的軍隊（如牙買加），應自己代表（格林納達總督）請求，出兵推翻自己的另一個（格林納達）政府。」
入侵後，當時的英國首相柴契爾夫人致函美國總統雷根：无论其政权多么不引人注意，這一行動將被視為西方國家对一個獨立小國家内务的干涉。我請你們考慮這一背景下，我們更廣泛的東西方關係和我們在未來數天將會向議會和人民提交在國內部署巡航導彈的地點……我不能隱瞞我對於你的最新通訊深感不安。信函全文仍然保密。多年后里根就此事向撒切尔致歉。

## 入侵之後

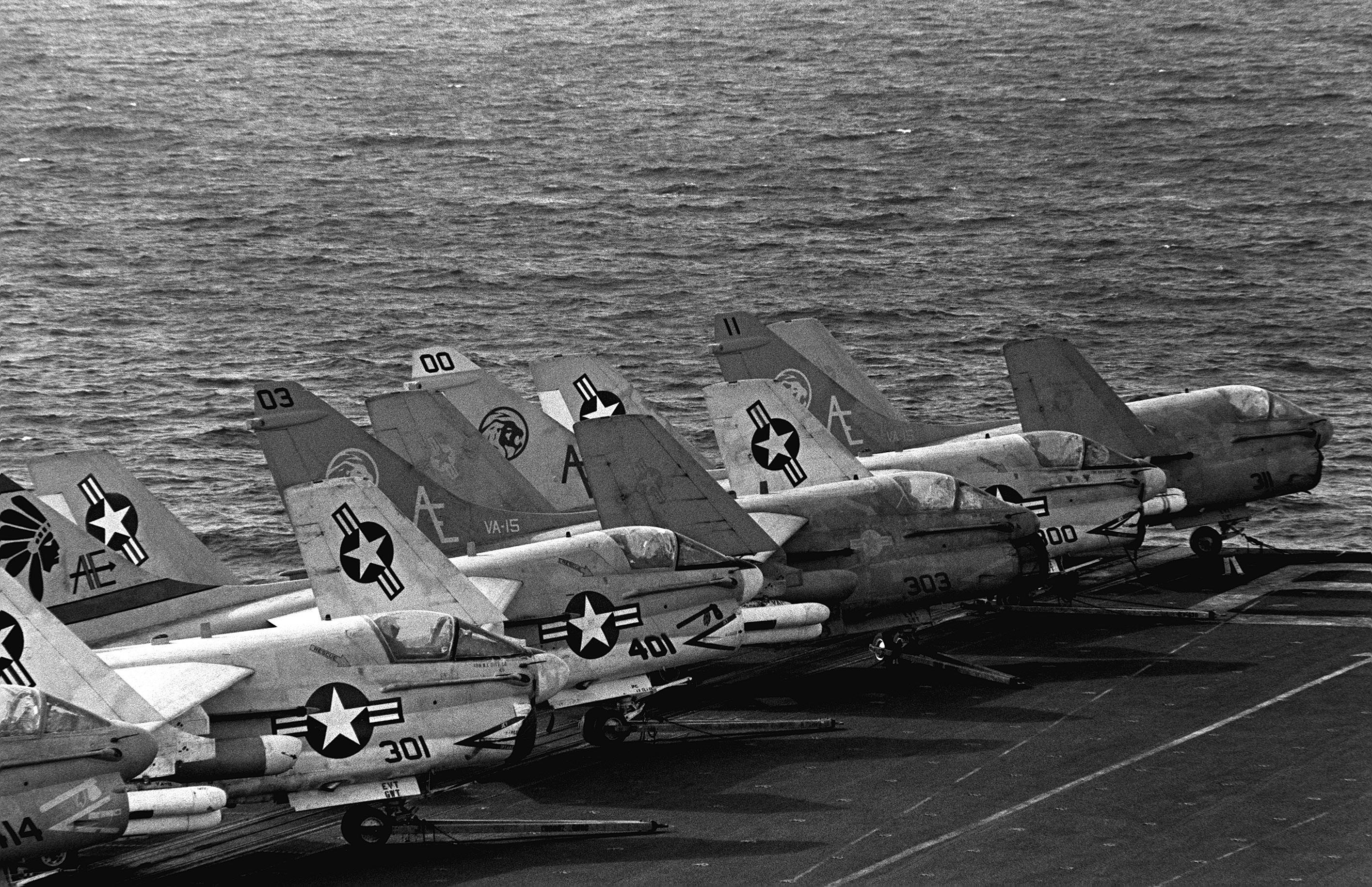
1983年，A-7E在獨立號航空母艦上

美軍勝利之後，格瑞那達總督保羅斯庫恩宣布恢復憲法，任命臨時政府並在該年十二月舉行選舉。美軍繼續留在格瑞那直到在12月，美國駐軍包括憲兵、特種部隊，以及一個專門情報分隊。這些駐軍的主要任務是協助格瑞那達軍方與警方維持秩序。
此次入侵行動凸顯美國政府對於資訊的公佈在流程上與系統上均有嚴重問題。時代雜誌指出，入侵行動三個星期後公開資訊仍然混亂。例如：美國國務院謊稱，發現了一個集體墳墓，其中有100具格瑞那達人民屍體。推測這些人為共產黨軍隊所殺害。入侵行動副司令諾曼施瓦茨科普夫少將宣稱：在入侵行動期間，美軍擊斃格瑞那達160名士兵和71名古巴人。美國國防部公布的數據則較少。共59名古巴和格瑞那達士兵陣亡。而美軍參謀長聯席會議所出的數據甚至更低。
美軍在行动中亦暴露出一系列问题。由于行动准备时间不够充分，所以情報極度缺乏。加上入侵部隊是由各軍種組成的臨時任務編組。加剧了问题的严重性。例如：美军行動前不清楚須被撤離的學生實際上是分散在兩個不同的校區。以至於美軍在預計到達時間的30個小時之後，才與第二校區的學生會合。提供給士兵的地圖甚至是觀光用地圖，因此圖上没有标识地形，也没有标注重要地点。美军只能在部分地图上临时手繪标注出机场跑道的位置。美國海軍與空軍为行动提供了舰炮火力，舰载攻击机與對地攻擊機的支援，但由於地圖簡陋不精準，地面部隊無法提供精確座標給支援的海空軍。以至於出现误伤，导致地面人员伤亡。

## 戈德華特－尼科爾斯國防部重構法案

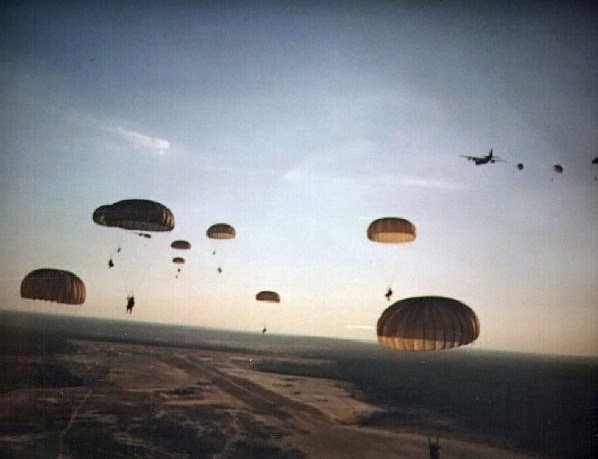
美國傘兵空降在格瑞那達島

美國國會調查的許多報告都顯示国防部需加强解決美军各部门之间的沟通問題。因此催生了戈德華特－尼科爾斯國防部重構法案（1986年。L.99-433），此法案乃是二战结束以来对美军军事组织、军事理论和行动程序影响最为深远的法案之一。
美國國防部在重構法案頒布之後的最徹底性變化，就是從而增強了參議院軍事委員會權力，創造出具真正聯合美國軍隊各軍部（即陸軍，空軍，海軍和海軍陸戰隊的統一組織指揮）的聯合作戰司令部，1987年國防部藉由此法案分析、立法，與聯合作戰司令部組建成立美國特種作戰司令部。

## 格瑞那達緊急狂暴行動參戰單位

### 美國陸軍
- 第22海洋兩棲作戰部隊
- 第82空降師 （大隊伍）
- 第27工兵營
- 第21戰術空中支援中隊

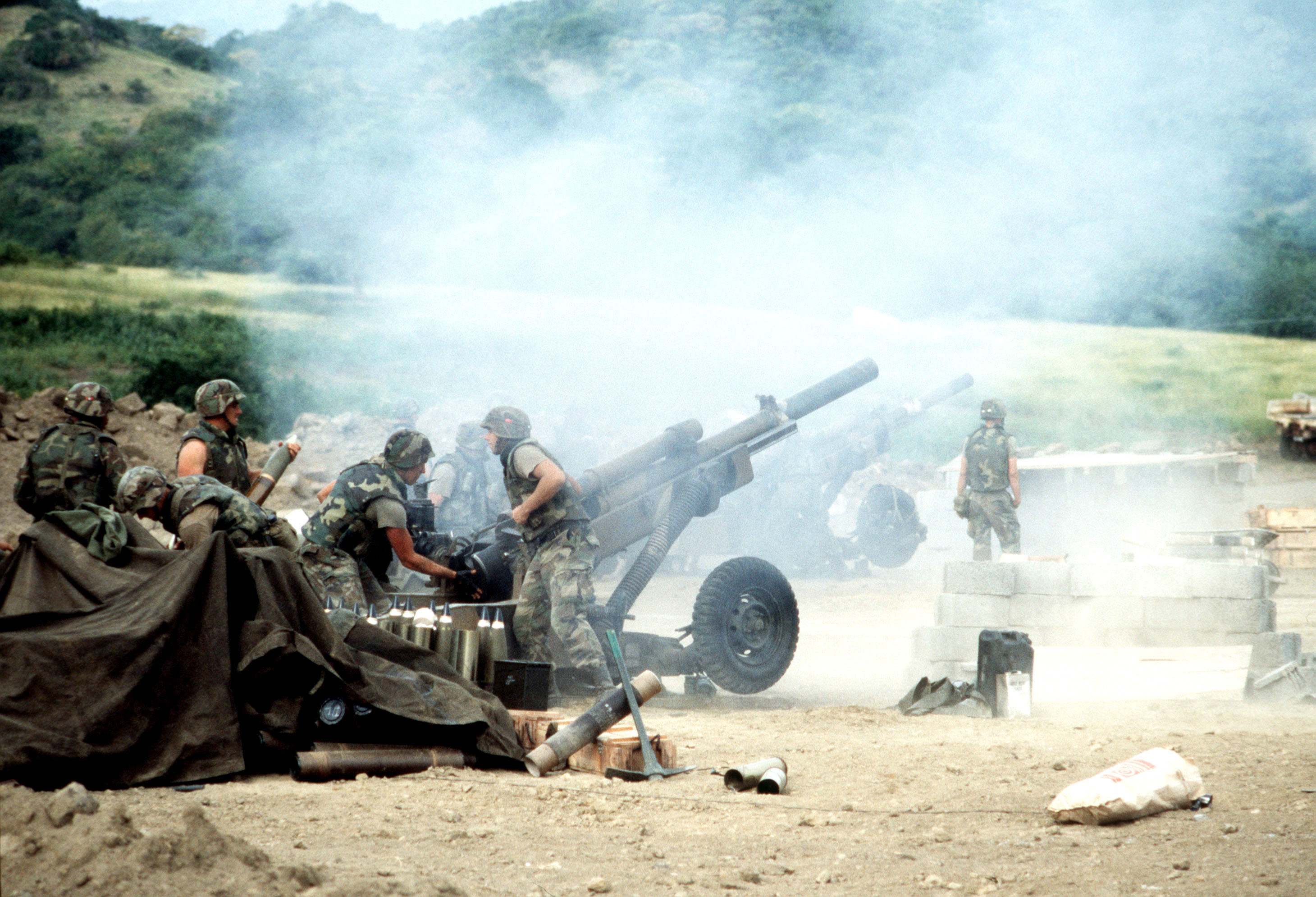
M102榴彈砲正在射擊中。

- 美國空軍國民警衛隊 - （提供近距離空中支援）
- 第437軍事空運聯隊 - （提供空運中支援）
- 第16次特別行動部 - （提供運輸機和武裝直升機）
- 第33戰術戰鬥機聯隊 - （提供空中掩護優勢）
- 第75遊騎兵團
- 第一特種部隊作戰部隊：三角洲部隊
- 160特種作戰航空團（空降）
- 第五氣象中隊

### 美國海軍
- 關島號直升機兩棲突擊艦　(LPH-9)

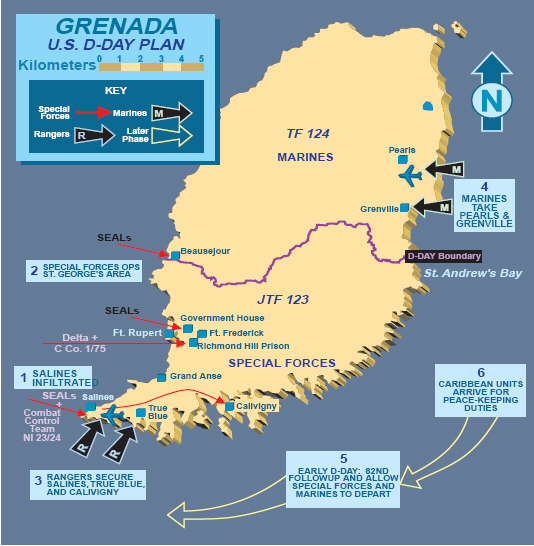
格瑞那達緊急狂暴行動

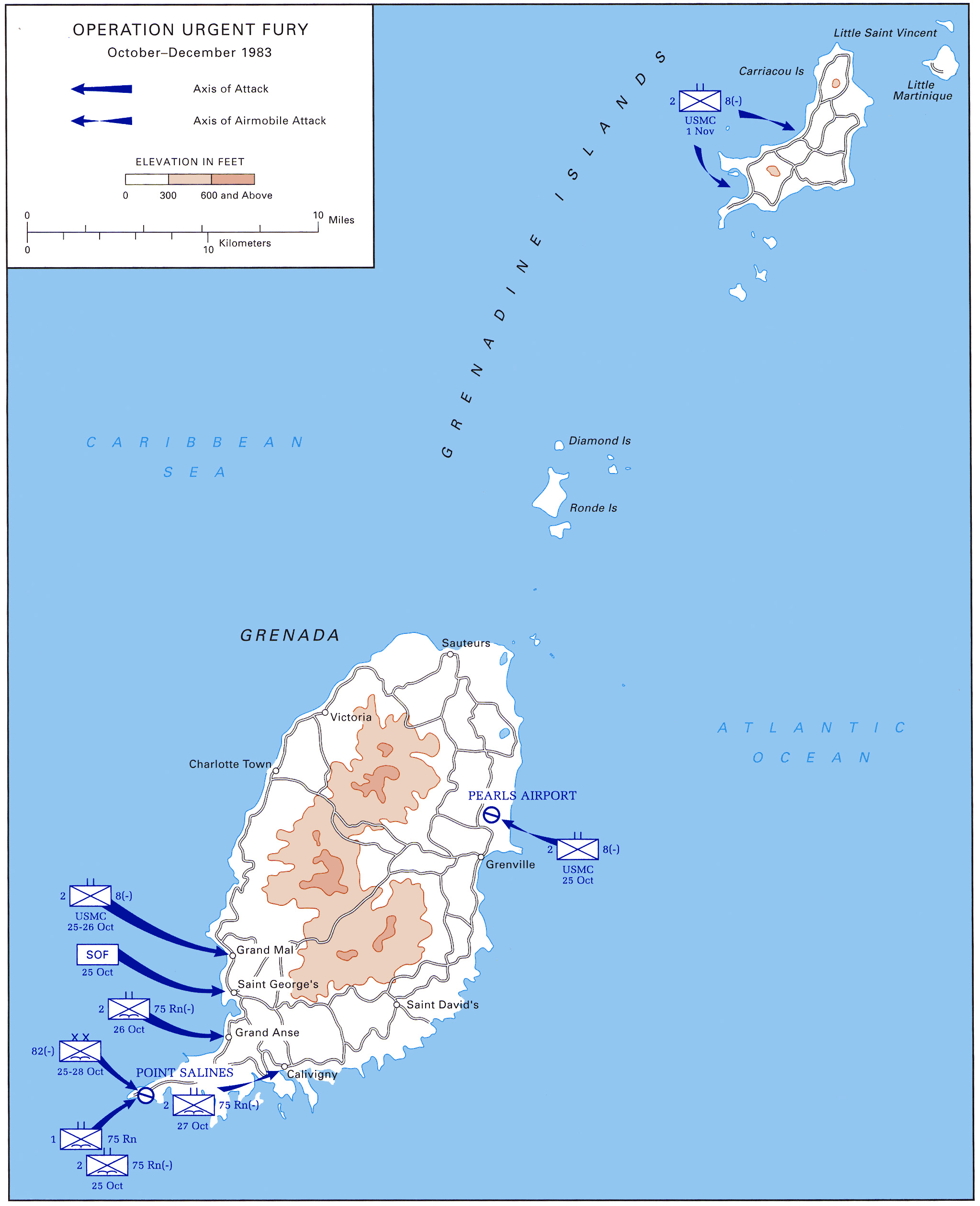
進攻格瑞那達的路線圖

- 巴恩斯特布爾縣號戰車登陸艦　(LST-1197)
- 馬尼托瓦克號戰車登陸艦　(LST-1180)
- 斯內林堡號船塢登陸艦　(LSD-30)
- 特倫頓號船塢平台登陸艦　(LPD-14)
- 獨立號航空母艦　(CV-62)
- 里士滿光特納號導彈巡洋艦　(CG-20)
- 孔茨號驅逐艦　(DDG-40)
- 卡倫號驅逐艦　(DD-970)
- 穆斯布魯格號驅逐艦　(DD-980)
- 克利夫頓斯普拉格號飛彈護衛艦 (FFG-16)
- 擂缽號　(AE-21)與侵襲戰術規劃和動手操作控制進行了空軍參謀部的獨立號航空母艦

此外，以下船隻為支援：
- 美利堅號航空母艦（CV-66）
- 阿奎拉號飛彈水翼船（PHM-4）
- 奧布里惠譽號飛彈護衛艦（FFG-34）
- 布里斯科號驅逐艦（DD-977）
- 樸次茅斯號驅逐艦（SSN-707）
- 恢復號拖船（ARS-43）
- 塞班號兩棲突擊艦（LHA-2）
- 桑普森號驅逐艦（DDG-10）
- 塞繆爾艾略特莫里森號飛彈護衛艦（FFG-13）
- 金牛號（PHM-3）和USCGC大通號巡邏艇（WHEC-718）

以及海軍海豹突擊隊：海豹四隊、海豹六隊

### 東加勒比國防軍

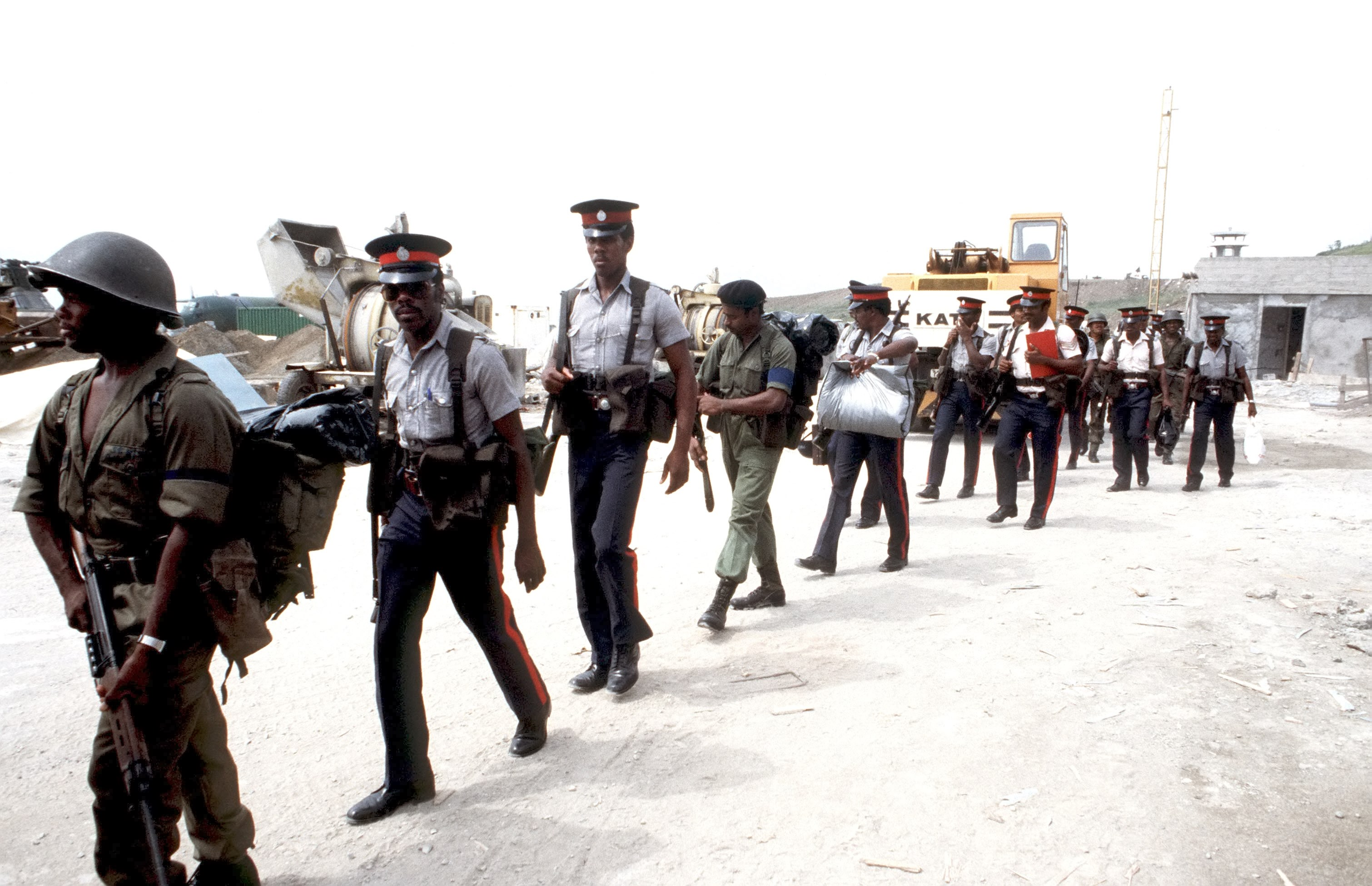
東加勒比國防軍

- 加勒比和平部隊-Caribbean Peace Force (CPF)

- 地區安全體系（RSS）

- 多國部隊-由以下七個國家組成：
- 牙买加
- 多米尼克
- 圣卢西亚
- 安地卡及巴布達
- 圣基茨和尼维斯

## 影響
在1984年，東歐當時在抵制美國的洛杉磯奧運會。其中包括蘇聯，它是為了報復在1980年蘇聯入侵阿富汗時西方抵制莫斯科奧運會。
如同福克蘭戰爭一樣，戰爭加強了雷根總統堅定的反共立場，有利其在1984年美國總統選舉中大勝連任。
在1986年克林伊斯威特的電影《傷心嶺》，描述入侵格瑞那達從美軍觀點來呈現戰況。
2008年，格瑞那達政府宣布將建立一個紀念碑，以紀念在入侵中喪生的古巴人。當時的公告古巴和格瑞那達仍設法找到一個合適的地點來建立紀念碑。

### 引用
1. ↑  Ronald H. Cole, 1997, Operation Urgent Fury: The Planning and Execution of Joint Operations in Grenada 12 October - 2 November 1983 Joint History Office of the Chairman of the Joint Chiefs of Staff Washington, DC （页面存档备份，存于）, p.6, p.26, p. 62.] (Retrieved November 9, 2006).
2. ↑  Cole, op. cit., p.6, 62
3. ↑  . 《现代兵器》1997年10期.
4. ↑  . 拉丁美洲从刊.
5. ↑  .   [2010-01-12]. （原始内容存档于2017-04-26）.
6. ↑  . United Nations. November 2, 1983  [2010-01-12]. （原始内容存档于2000-11-19）.
7. 1 2 3  Magnuson, Ed, , Time, November 21, 1983  [2010-01-12], （原始内容存档于2013-05-27）
8. ↑  .   [2012-11-20]. （原始内容存档于2016-06-05）.
9. ↑  .   [2012-11-20]. （原始内容存档于2020-12-05）.
10. ↑  联合国新闻部. . Volume 37. 紐約: 聯合國. 1983.
11. ↑  . BBC News. 2014-11-10  [2025-05-19] （英国英语）.

### 來源
- （英文） Ronald H. Cole, 1997, Operation Urgent Fury: The Planning and Execution of Joint Operations in Grenada 12 October - 2 November 1983 Joint History Office of the Chairman of the Joint Chiefs of Staff Washington, DC 2006年11月9日，於2010年1月2日查閱

## 外部連結
- Operation: Urgent Fury, Grenada
- The 1983 Invasion of Grenada, Operation: Urgent Fury （页面存档备份，存于）
- A history of the operation from the U.S. perspective as written by naval historians.（页面存档备份，存于）
- Grenada （页面存档备份，存于） - a 1984 comic book about the invasion written by the CIA.
- Operation Urgent Fury Ronald H. Cole. The Planning and Execution of Joint Operations in Grenada, 12 October - 2 November 1983.
- NBC Nightly News report on day of Invasion of Grenada（页面存档备份，存于）